# Graphiurus johnstoni
Graphiurus johnstoni is een zoogdier uit de familie van de slaapmuizen (Gliridae). De wetenschappelijke naam van de soort werd voor het eerst geldig gepubliceerd door Thomas in 1898.